# Catherine de Navarre
Pour les articles homonymes, voir Catherine de Foix.
 (décembre 2023).
Si vous disposez d'ouvrages ou d'articles de référence ou si vous connaissez des sites web de qualité traitant du thème abordé ici, merci de compléter l'article en donnant les références utiles à sa vérifiabilité et en les liant à la section « Notes et références ».
- - Catherine, reine de Navarre
- - Louis XI, roi de France
- - Isabelle Ire, reine de Castille
- - Ferdinand II, roi d'Aragon
- - Jean II, roi du Portugal
- - Boabdil, roi de Grenade

Le royaume de Navarre et ses voisins en 1483:
- Catherine, reine de Navarre
- Louis XI, roi de France
-, reine de Castille
-, roi d'Aragon
- Jean II (roi de Portugal), roi du Portugal
- Boabdil, roi de Grenade

Catherine de Navarre, née le 18 avril 1468 et morte le 12 février 1517 à Mont-de-Marsan, est reine de Navarre de 1483 à 1517. Également appelée Catherine de Foix, elle est de son propre chef duchesse de Gandia et de Nemours, comtesse de Foix et de Bigorre, vicomtesse de Béarn, dame d'Andorre, etc. Elle est l'arrière-grand-mère de Henri IV.

## Biographie

### Famille
Elle est la fille de Gaston de Foix (v. 1443-1470), (appelé « Gaston V de Foix » par certains auteurs), vicomte de Castelbon, prince de Viane (1462-1470), lieutenant général de Navarre (1469), et de Madeleine de France, sœur du roi de France Louis XI.
Elle est la sœur de François Fébus, roi de Navarre (1479-1483), auquel elle succède. Sa mère assure la régence de 1483 à 1494.

### Règne
Le 14 juin 1484, elle épouse Jean II d'Albret avec lequel elle est couronnée peu après à Pampelune, capitale de la Navarre.
L'oncle paternel de Catherine, Jean de Foix, vicomte de Narbonne, conteste l'héritage de sa nièce en invoquant la loi salique, qui n'avait jamais été appliquée en Navarre. Il réclame le trône et est à l'origine de troubles, qui s'achèvent avec la paix conclue à Tarbes en 1497.
Jean de Foix ne renonce pas à ses ambitions mais meurt en 1500 et sa fille Germaine épouse en 1505 le roi Ferdinand II d'Aragon, veuf d'Isabelle la Catholique. Celui-ci fait envahir Pampelune par le duc d'Albe en 1512, puis toute la Navarre, au nord comme au sud. L'usurpation est sanctionnée par une bulle du pape Jules II. Catherine meurt en 1517 et est inhumée dans la cathédrale de Lescar, nécropole des rois de Navarre.
La Haute-Navarre sera dès 1512 à jamais perdue pour les rois de Navarre. Lors de la conquête de la Navarre par les Castillans, ces derniers, exaspérés par la résistance des Bas-Navarrais, quittent ce territoire. La Basse-Navarre devient de fait le dernier territoire navarrais indépendant, dirigé par la maison d'Albret. Henri III de Bourbon, roi de Navarre, dont la mère Jeanne d'Albret était protestante, devient Henri IV, roi de « France et de Navarre », un seul souverain pour deux royaumes distincts.

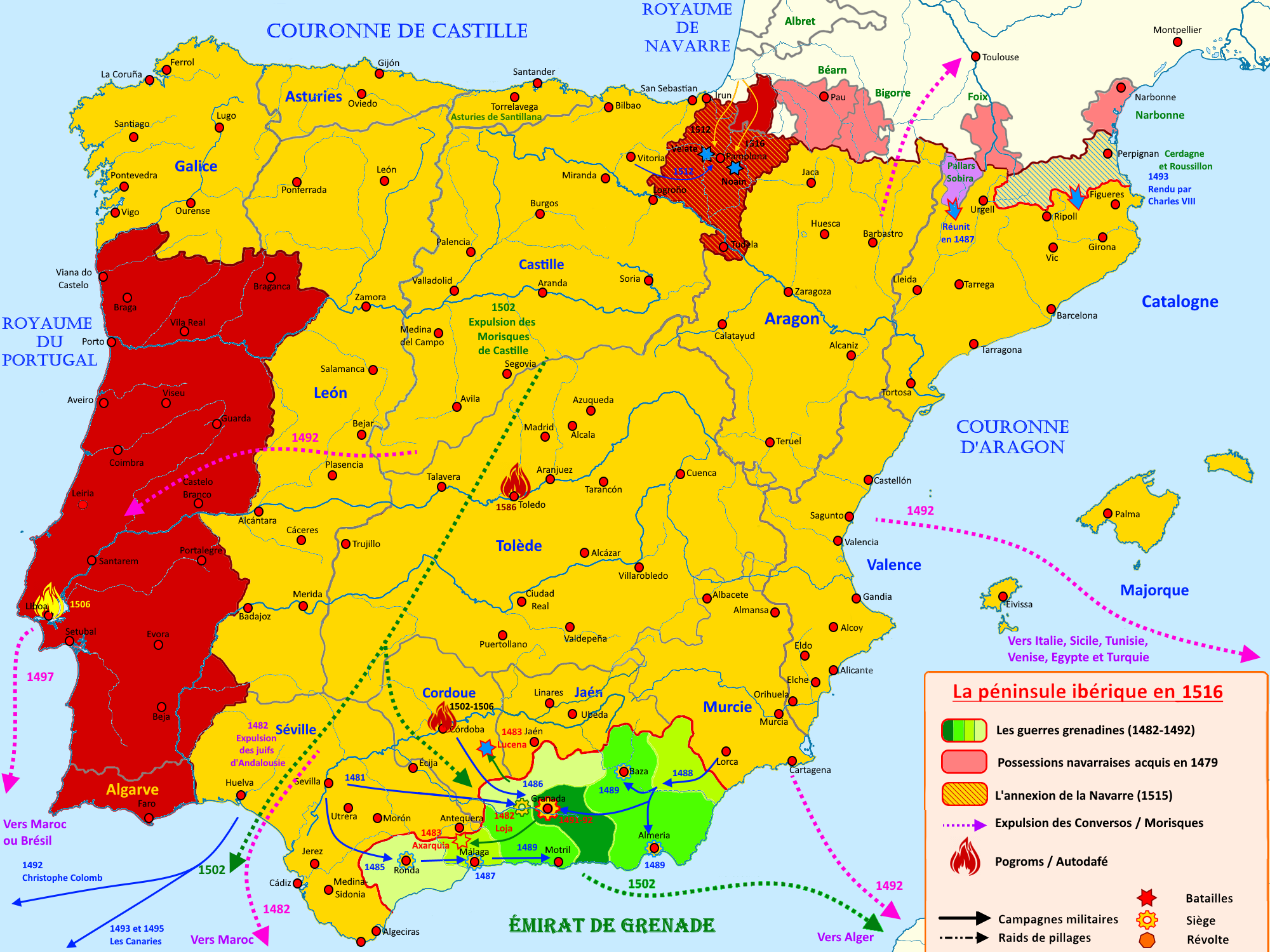
Le royaume de Navarre de 1479 à 1516.

## Mariage et descendance
Catherine de Navarre épouse Jean III d'Albret, fils d'Alain d'Albret et de Françoise de Châtillon, en janvier 1484. Ensemble ils ont :
- Anne d'Albret, infante de Navarre, née à Pau (Béarn) le 19 mai 1492 ; morte à Pau le 15 août 1532 ;
- Madeleine d'Albret, infante de Navarre, née à Olite (Navarre) le 29 mars 1494 ; morte à Medina del Campo (Castille) en mai 1504 ;
- Catherine d'Albret, infante de Navarre, née à Pampelune en 1495 ; morte à Caen en novembre 1532 ; lieutenant-général du royaume (1499-1500), abbesse de la Trinité de Caen ;
- Jean d'Albret, infant de Navarre, né à Pampelune (Navarre) le 15 juin 1496 ; mort à Pampelune en 1496, après novembre ;
- Un fils né et mort à Pampelune en février 1498 ;
- Quiterie d'Albret, infante de Navarre, née en Béarn en 1499 ; morte à Montivilliers en septembre ou octobre 1536 ; abbesse de Montivilliers ;
- Un fils né et mort en juin 1500 ;
- André Fébus d'Albret, infant de Navarre, né à Pampelune le 14 octobre 1501 ; mort à Sangüesa (Navarre) 17 avril 1503, lieutenant-général du royaume (1502) ;
- Henri d'Albret en 24 avril 1503 à Sangüesa (Navarre), roi de Navarre sous le nom d'Henri II ;
- Bonaventure d'Albret, infant de Navarre, né à Pampelune le 14 juillet 1504 ; mort en bas âge avant 1512 ;
- Martin Fébus d'Albret, infant de Navarre, né à Sangüesa en septembre 1507 ; mort à Sangüesa en décembre 1507 ;
- François d'Albret, infant de Navarre, né en Navarre en 1508 ; mort à Sauveterre (Béarn) après 28 septembre 1512 ;
- Charles d'Albret, infant de Navarre, né à Pau 12 décembre 1510 ; mort Naples (Italie) en septembre 1528 ;
- Isabeau d'Albret, infante de Navarre, née en Béarn en 1513, mariée à Fontainebleau le 16 août 1534 René Ier de Rohan, comte de Porhoët.

## Titulature

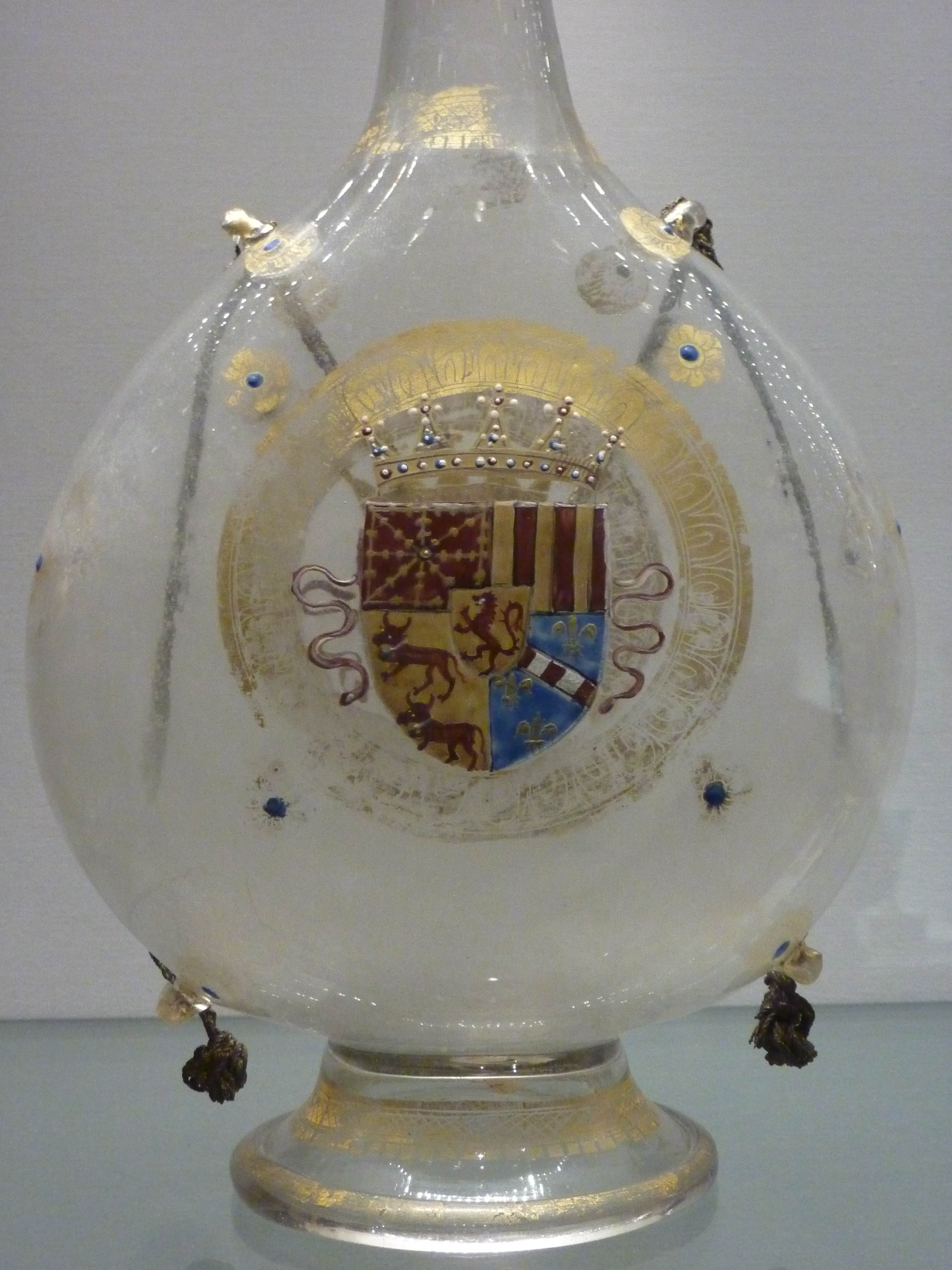
Gourde aux armes de Catherine de Foix, musée du Louvre.

À la suite de la mort sans descendance de son frère François Fébus en 1483, Catherine lui succède et adopte la titulature suivante :

« Catherine, par la grâce de Dieu, reine de Navarre, duchesse de Nemours, de Montblanc, de Gandia et de Peñafiel ; par la même grâce, comtesse de Foix, dame de Béarn, comtesse de Bigorre et de Ribagorce, vicomtesse de Castelbon, de Marsan, de Gabardan et de Nébouzan, dame de cité de Balaguer. »

À la suite de son mariage avec Jean d'Albret en 1484, elle adopte également ses titres :

« Catherine, par la grâce de Dieu, reine de Navarre, duchesse de Nemours, de Montblanc, de Gandia et de Peñafiel ; par la même grâce, comtesse de Foix, dame de Béarn, comtesse de Bigorre, de Ribargorce, de Penthièvre et de Périgord, vicomtesse de Limoges, de Castelbon, de Marsan, de Gabardan et de Nébouzan, dame de cité de Balaguer. »

Elle se proclame de son propre chef duchesse de Gandia et de Nemours. Ces deux titres ne sont pas effectifs, mais Catherine pouvait s'en dire titulaire : son arrière-grand-père Jean II d'Aragon avait eu le duché de Gandie ; son trisaïeul Charles III de Navarre et son son cousin germain Gaston de Foix-Narbonne furent ducs de Nemours.